# Billy Lansdowne
Billy Lansdowne, właśc. William Lansdowne Jr. (ur. 28 kwietnia 1959 w Epping) – angielski piłkarz występujący na pozycji napastnika.
W barwach West Hamu United i Charltonu Athletic rozegrał łącznie 41 spotkań i zdobył pięć bramek w Division Two. Jako zawodnik Kalmar FF w sezonie 1985 został królem strzelców Allsvenskan (10 goli), współdzieląc koronę z Sörenem Börjessonem oraz innym piłkarzem Kalmaru, Peterem Karlssonem. W 1987 zdobył z klubem Puchar Szwecji.